# Compañía de Comunicaciones de Montaña 5
La Compañía de Comunicaciones de Montaña 5 "Tte. Cnel. Gerónimo de Helguera" (Ca Com M 5) es una unidad de comunicaciones del Ejército Argentino con asiento en la guarnición militar de Salta y que depende del Comando de la V Brigada de Montaña "Gral. Manuel Belgrano", en el marco de la 2.ª División de Ejército "Ejército del Norte".
Esta compañía de comunicaciones fue creada en el año 1964 y ocupa las instalaciones de la guarnición junto al RC Expl M 5 "Gral. Martín Miguel de Güemes", el B Ing M 5, la Ca Icia 5, la BAL Salta y el Cdo Br M V (comando de brigada de montaña).

## Historia
Creado en 1935 como batallón en la provincia de Tucumán. En 1964 este batallón de comunicaciones se re-organiza como Ca Com 5 con asiento en la guarnición militar de Tucumán y dependiente del Cdo Br I V (comando de brigada de infantería V). En el año 1997 la unidad abandona Tucumán y se muda a la guarnición militar de Salta.

## Apoyo a la comunidad
La Compañía de Comunicaciones de Montaña 5 brinda apoyo a la comunidad en desastres juntamente con otras unidades de la V Brigada de Montaña.